# 旧古河庭園

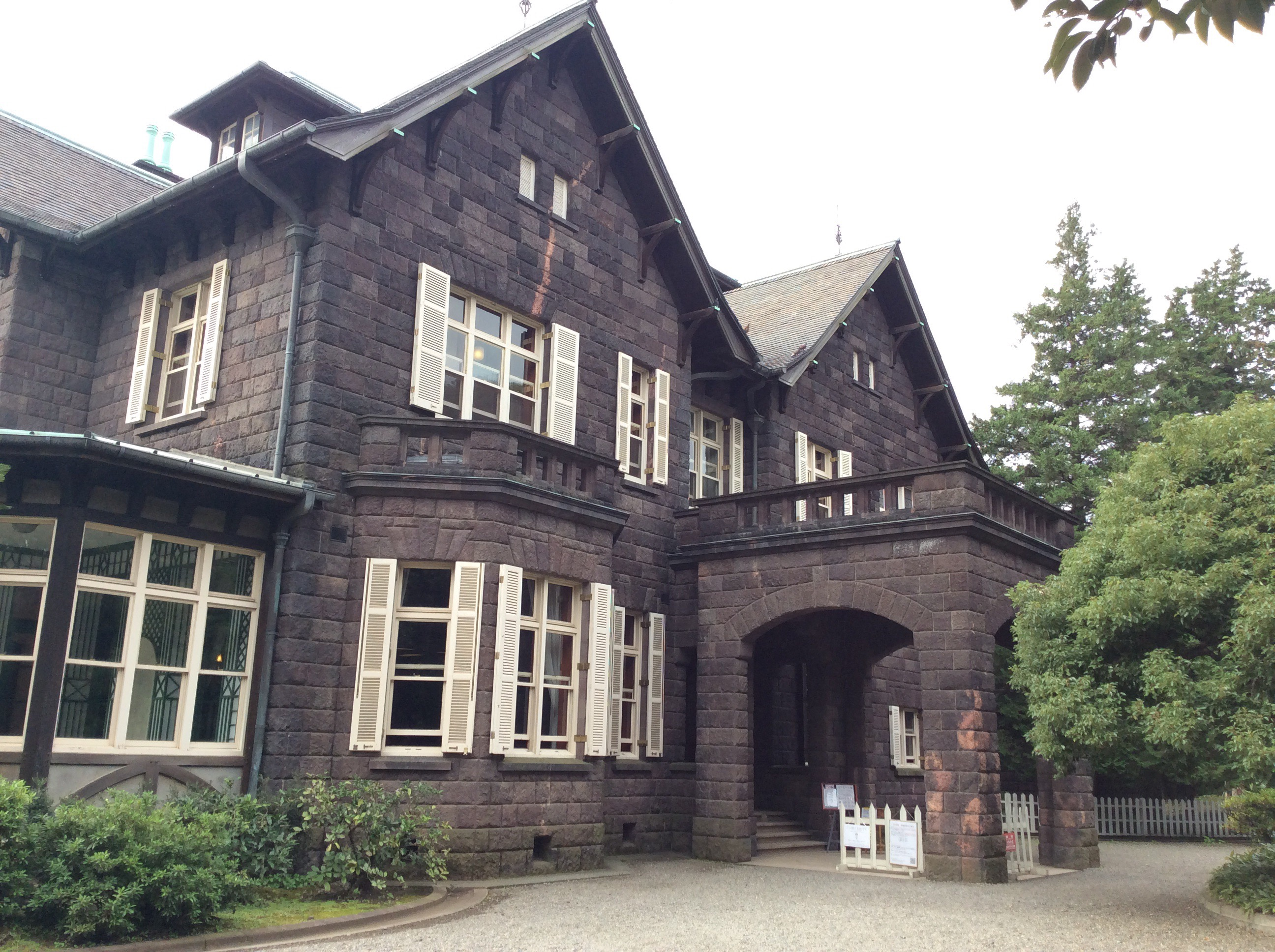
正面、車寄せ

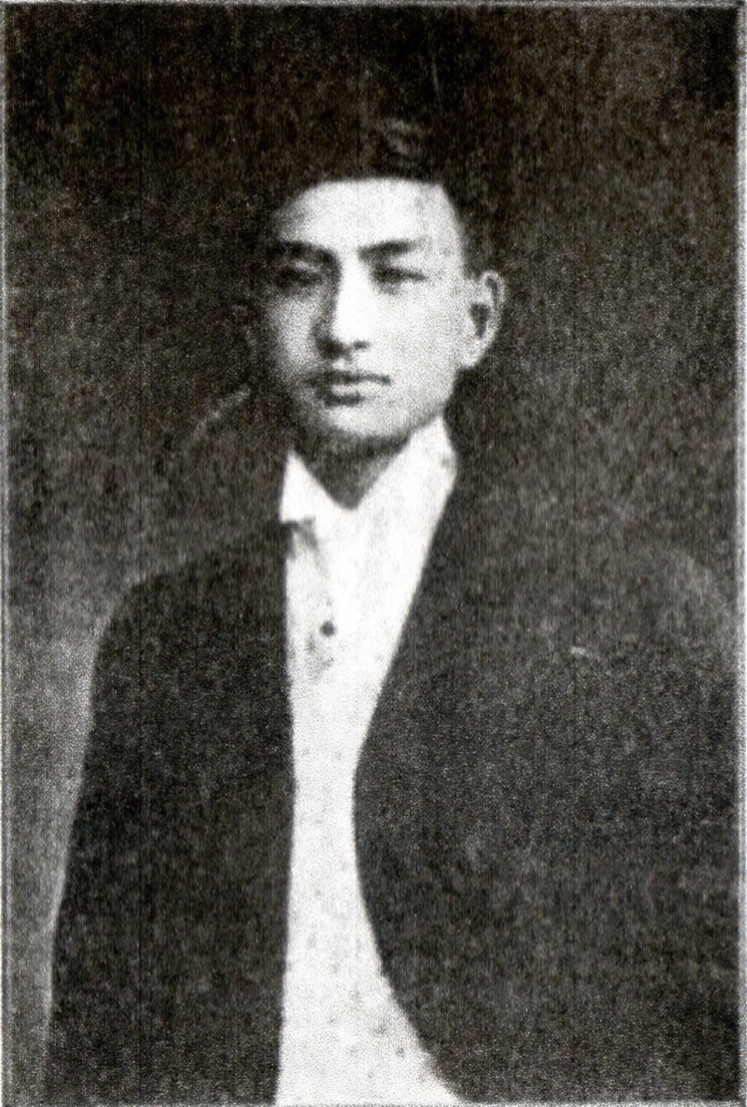
古河虎之助

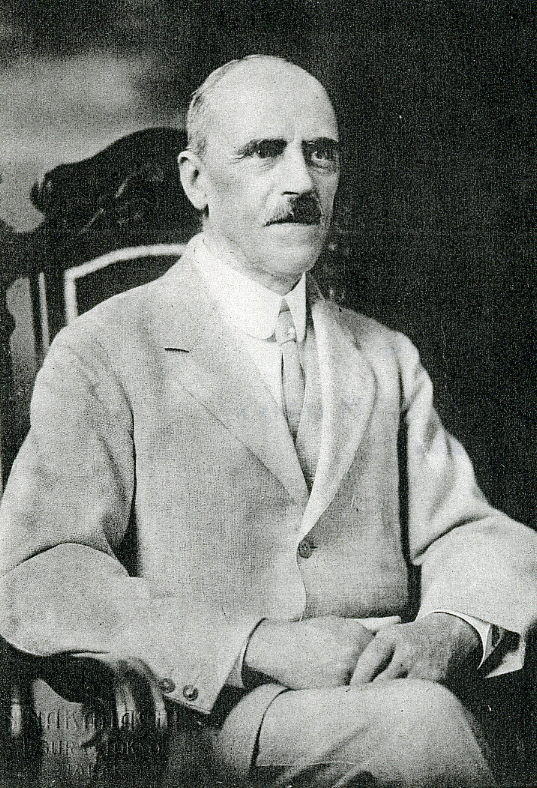
ジョサイア・コンドル

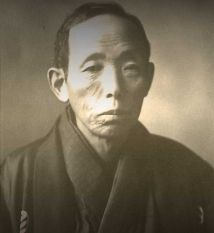
小川治兵衛

旧古河庭園（きゅうふるかわていえん）は、東京都北区西ケ原にある都立庭園である。1919年（大正8年）に古河財閥（古河グループ）の古河虎之助男爵の邸宅として現在の形（洋館、西洋庭園、日本庭園）に整えられた。現在は国有財産であり、東京都が借り受けて一般公開している。国の名勝に指定されている。東京のバラの名所として親しまれている。

## 概要
昭和31年（1956年）4月30日に都立旧古河庭園として開園。面積は30,780.86m2（2014年10月1日現在）。公園種別は特殊公園（歴史）。2013年の年間利用者総数は237,257人。昭和57年（1982年）8月、東京都名勝指定。平成18年（2006年）1月、「旧古河氏庭園」として国の名勝に指定。

## 歴史
かつての西ケ原
『北区史』によれば「西ケ原二丁目貝塚は荒川谷に臨む台地に積成された貝塚であるが、上野不忍池から入り込んでくる狭い支谷に臨む西ケ原一丁目、三丁目には昌林寺貝塚がある。以下省略」と記されている
。西ケ原一帯の地形は、東側は崖地で海に接し、西側は「谷戸」があり海産物が豊富なため原始集落の好適地であり、付近からは貝塚などの遺跡が発見されている。中世の西ケ原は、平安後期、関東を支配した源家の勢力下で西ケ原一帯の豪族は豊島氏で、後三条天皇の頃（1070年）豊島太郎近義が城を築き「平塚城」と称した。東京市役所の『東京案内』に「平塚城址、豊島氏累代の居城也。北豊島郡滝野川村上中里城官寺の辺其処なるべしと云ふ。城官寺の背後高隆にして、傍に蝉坂、外輪橋、角櫓などの小名あり。以下省略」とある。この平塚神社、城官寺（平塚神社の別当寺）、蝉坂は現存しており、付近の地形からも平塚城のかつての光景を想像することが出来る。
文明9年（1477年）太田道灌が長尾景春の大将として、駒込妙義神社に陣を置き平塚城の豊島泰明（泰経の弟）を攻めた時、石神井城から迎撃して来た豊島泰経との決戦となった。妙義神社は本郷台地の北側にあり、谷戸川を挟んで真正面に古河邸があることから、両軍の攻防戦がこの庭園あたりで繰り広げられた模様である。合戦は豊島勢の石神井城と平塚城ともに陥落し、翌10年（1478年）400年も支配続けた豊島氏は壊滅し、領土は太田道灌の手に移った。
その後何事もなく、正保4年（1647年）の西ケ原は「岩淵領西ケ原村」と呼ばれ野菜の生産畑であった。慶長8年（1603年）江戸幕府による日本橋を起点とする五街道を決め、川越街道や岩槻街道（日光御成道、本郷通り）などが順次整備された。
陸奥宗光の邸宅
『北区史』には江戸時代の染井から上駒込は植木の生産地で、岩槻街道沿いに「西ケ原牡丹園」という植木御用庭園があったそうである。明治初年頃、西ケ原に紀州藩士・伊達宗広の六男の政治家・陸奥宗光が邸宅を建てた、その宗光と親交のあった渋沢栄一も明治3年（1870年）頃、飛鳥山に近い西ケ原二丁目に邸宅を構えた。宗光には古く京都井筒屋小野組の頃から親交のあった古河市兵衛（後の古河財閥の創始者）がおり、実子の無い市兵衛に次男の潤吉を養子に与える約束をしていた。潤吉は明治3年（1870年）東京に生まれ、古河家に入籍したのは14歳で、18歳の時コーネル大学に留学し帰国後、市兵衛の家業を手伝った。
西ケ原邸と古河家
2代目潤吉は足尾鉱毒事件の予防対策に際して、資金調達のため第一銀行との折衝に成功するなど、市兵衛からの全幅の信頼を得ていた。潤吉は虚弱な体質のため生涯独身を通し、後に3代目虎之助（市兵衛晩年の実子）に家督を譲った。明治36年（1903年）4月、市兵衛は72歳で没し、その後の明治38年（1905年）3月、潤吉は古河鉱業を設立し社長に就任し、副社長に原敬を迎え、病弱な自身の代理として実兄の陸奥広吉を社長代理にあてた。その後、潤吉は健康回復を図るため転地療養するなどつとめたが、同年12月に西ケ原邸において35歳で没した。
明治20年（1887年）市兵衛が56歳の時、側室せいとの間に初の実子・虎之助をもうけ、明治33年（1900年）先妻の没後、側室のせいが正室に入った。虎之助は明治36年（1903年）、米国コロンビア大学に留学したが、留学中に潤吉が死去し、虎之助は古河家の当主となり、古河鉱業の社長に赴任した。大正4年（1915年）12月、虎之助は弱冠27歳で男爵を授けられた。第一次世界大戦の影響で社業は急成長し、海外取引も順調に伸びた。大正6年（1917年）6月、東京古河銀行が発足し「古河財閥」として経済界に躍り出た。
古河家の本邸
大正3年（1914年）頃、当時は財閥は競って豪邸を構えた。虎之助も古河家の本邸を建てることとなる。樹木が茂る質素な家屋だったこともある。従来の敷地に隣接した敷地を拡張した、嘉永（1848〜1854年）年間の絵図から江戸末期に戸川播磨守の下屋敷で、谷戸川に下がる斜面とを含め1万坪である。建物の設計は当時、評判だった建築家ジョサイア・コンドルに委託する。コンドルはそれまで上野博物館（1882年）、鹿鳴館（1883年）、岩崎邸（1896年）、三井倶楽部（1913年）などを手掛けていた。大正6年（1917年）5月に古河邸は竣工し、京都の庭匠植治こと小川治兵衛に依頼して庭園の作庭にかかり、同年秋頃に入居した。庭園は引き続き手を加えられ、大正8年（1919年）完成、本邸工事着手から4年を超えていた。コンドルの設計による本邸と植治の作庭による庭園は、明治大正期建築の代表的傑作であり、今日においても当時のままに保存されている貴重な文化遺産である。
本邸は外観が英国風2階建てで延べ面積450坪で、1階の応接室、食堂、書斎などは純洋風、2階の居室は和風である。『古河虎之助伝』には「君がながい間に渡り内外多数の賓客を招いて交歓を重ねたのは、この邸宅であり、関東大震災に全区域を開放して避難者の救護事業にあてたのも実にこの庭園であった。以下省略」の記録がある。その後、時勢は景気下降に向かい、足尾銅山では労働争議が起こり、日本経済も恐慌が訪れた。また、会社経営に支援を受けていた原敬が暗殺され、養子で育てていた市太郎が6歳で急死してしまった。虎之助は心神を煩い不眠症に悩んだが、転地療養などで大正11年（1922年）立ち直った。西ケ原の本邸が利用され始めて10年、その後、経営の拡張と海外へ進出などから迎賓館として役立て、大正15年（1926年）住居は若松町に移転した。
昭和の激動
古河家4代目は西郷従純である。明治37年（1904年）西郷従徳の次男として東京目黒に生まれ、渡米してハーバード大学に留学し、昭和4年（1929年）帰国後、古河合名会社に入社した。昭和6年（1931年）従純が28歳の時、古河家の養子に入った、西郷家からは虎之助夫人の不二子が嫁いでおり、そうした縁で正式に古河家に迎えられた従純は古河鉱業の副社長に就任した。昭和15年（1940年）3月、古河虎之助は病により54歳で没した、従純は37歳で古河系列会社の社長に就任した。しかし、戦況は悪化の一途、社員は出征し操業のも支障が出て、従純自らも召集を受け、昭和19年（1944年）5月に教育招集、翌20年（1945年）2月、東部第十七部隊に応召入隊した。東京への空襲は激化し、大勢は決し、同年8月15日無条件降伏となり、太平洋戦争に終止符が打たれることになった。
虎之助が西ケ原に本邸を移して以来、顧客接遇に利用されてきた、昭和14年（1939年）支那事変が進行する頃、南京新政府の主謀者・汪兆銘を西ケ原に匿ったことがあった。
古河邸は、非常時に避難が出来るように忍者屋敷的な秘密構造があったといわれている。また、戦争末期には、滝野川小学校に東部軍管区管轄下の九州九師団の一部が駐留し、古河邸は聯隊本部将校宿舎として接収された。終戦時の滝野川地区は被害は軽微で、古河邸は洋館も庭園も損害を受けなかったが、財閥家族と指定され進駐軍のために接収され、英国大使館の武官独身宿舎として使われ、昭和27年（1952年）4月、接収解除となった。
都市公園に
太平洋戦争が終息し、戦勝国である連合軍将兵が進駐を始め、占領政策を実行し始めた。古河家は創業以来の苦悩が始まった、昭和20年（1945年）10月12日、4代目古河従純は古河鉱業社長を始め系列会社役員から退任した。翌昭和21年（1946年）6月、財閥家族と指定され、同年9月に公職追放の指令が出され、昭和26年（1951年）6月7日に追放解除となるまで、会社経営には一切介入を許されなかった。戦後処理は続いた、昭和21年（1946年）3月、進駐軍の接収家屋になり、昭和27年（1952年）4月接収解除になるまで、英国大使館付武官独身宿舎となった。昭和22年（1947年）財産税徴集と虎之助の遺産相続税未納の徴収指令が出され、資産のほとんどを処分して納入することになった。
同年7月、西ケ原邸の資産を物納として大蔵省に収納し、その後、西ケ原邸は関東財務局の所管となった。昭和27年（1952年）4月、西ケ原邸は接収解除となり大蔵省へ返還され、古河家に払い下げの契約手続に入ったが、古河家は期限内の契約保証金が払えず、昭和28年（1953年）4月、関東財務局は国と古河家との払下げ契約は打ち切られることになった。
昭和27年（1952年）9月、北区長・高木惣六と地元少年愛護婦人会などによる「開放促進期成会」が結成され、緑豊かな旧古河家の1万坪を都市公園として開放するよう要望が出された。昭和28年（1953年）2月、東京都は大蔵省に対して、旧古河家の文化財的価値から都市公園用地として無償使用方貸付申請を行った。同時に、同年（1953年）6月、北区全区民大会が飛鳥山公園で開催され、東京都と大蔵省に対して都市公園として開放するように陳情が開始された。昭和30年（1955年）4月20日、大蔵省は東京都に貸付けることに決定し、東京都と関東財務局の間で使用貸借契約を締結した。
洋館等の建物は、その後約30年間放置された状態で「お化け屋敷」と言われるほど荒廃が進んだ。1981年刊行の北村信正「旧古河庭園」には洋館は「きづたに覆われている」とあり、蔦に覆われた洋館の写真も掲載されている。昭和57年（1982年）に東京都名勝の指定を受けると、それから平成元年（1989年）まで7年をかけた修復工事が行われ、現在の状態まで復元された。平成18年（2006年）には、大正時代初期の形式をよく留める庭園が評価され、国の名勝に指定された。

## 特徴
武蔵野台地の斜面を巧みに利用した造りとなっており、台地上に洋館を、斜面に洋風庭園、斜面下の低地部に日本庭園が配置されている。

### 洋館（旧古河邸）

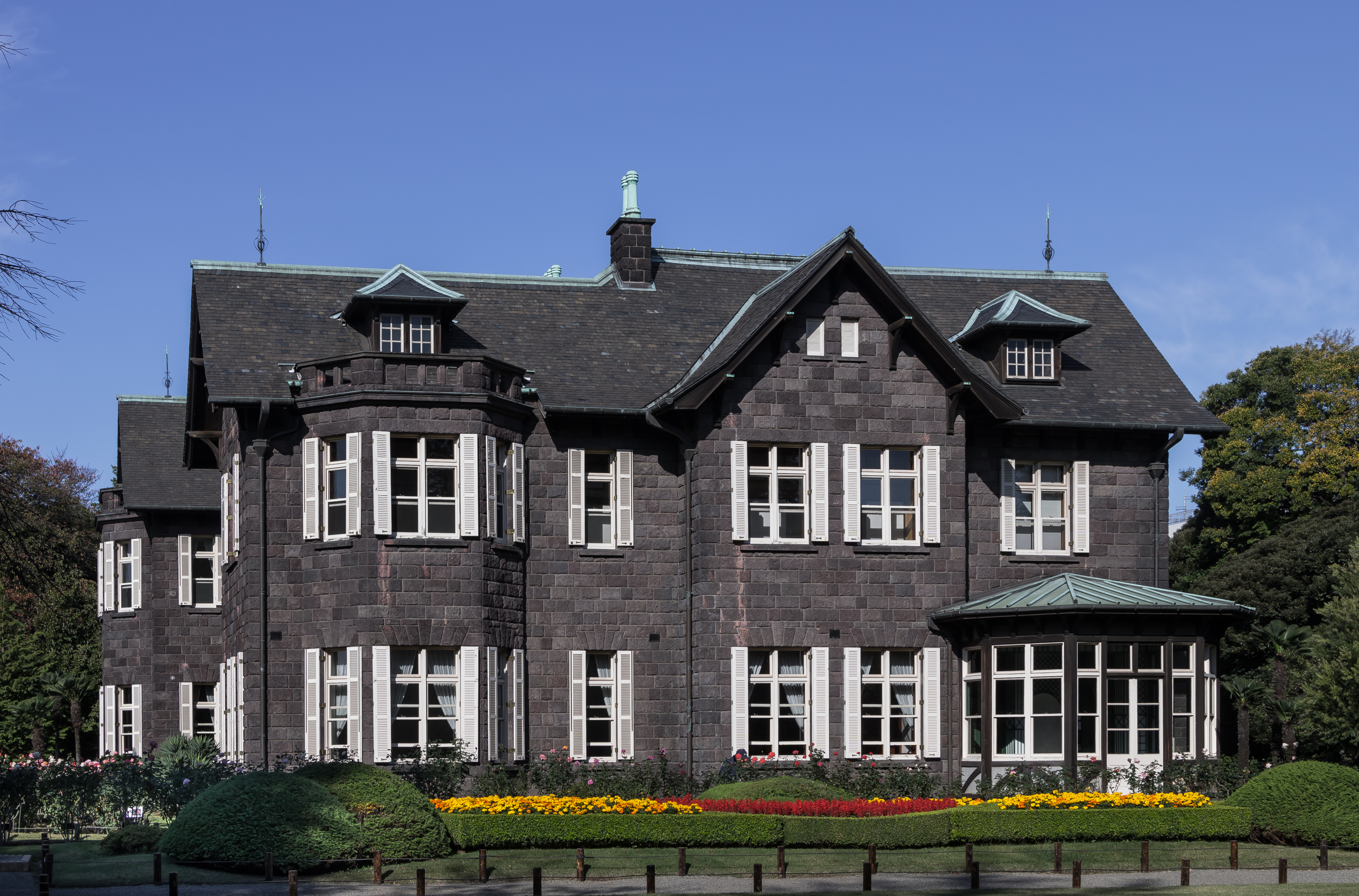
東から

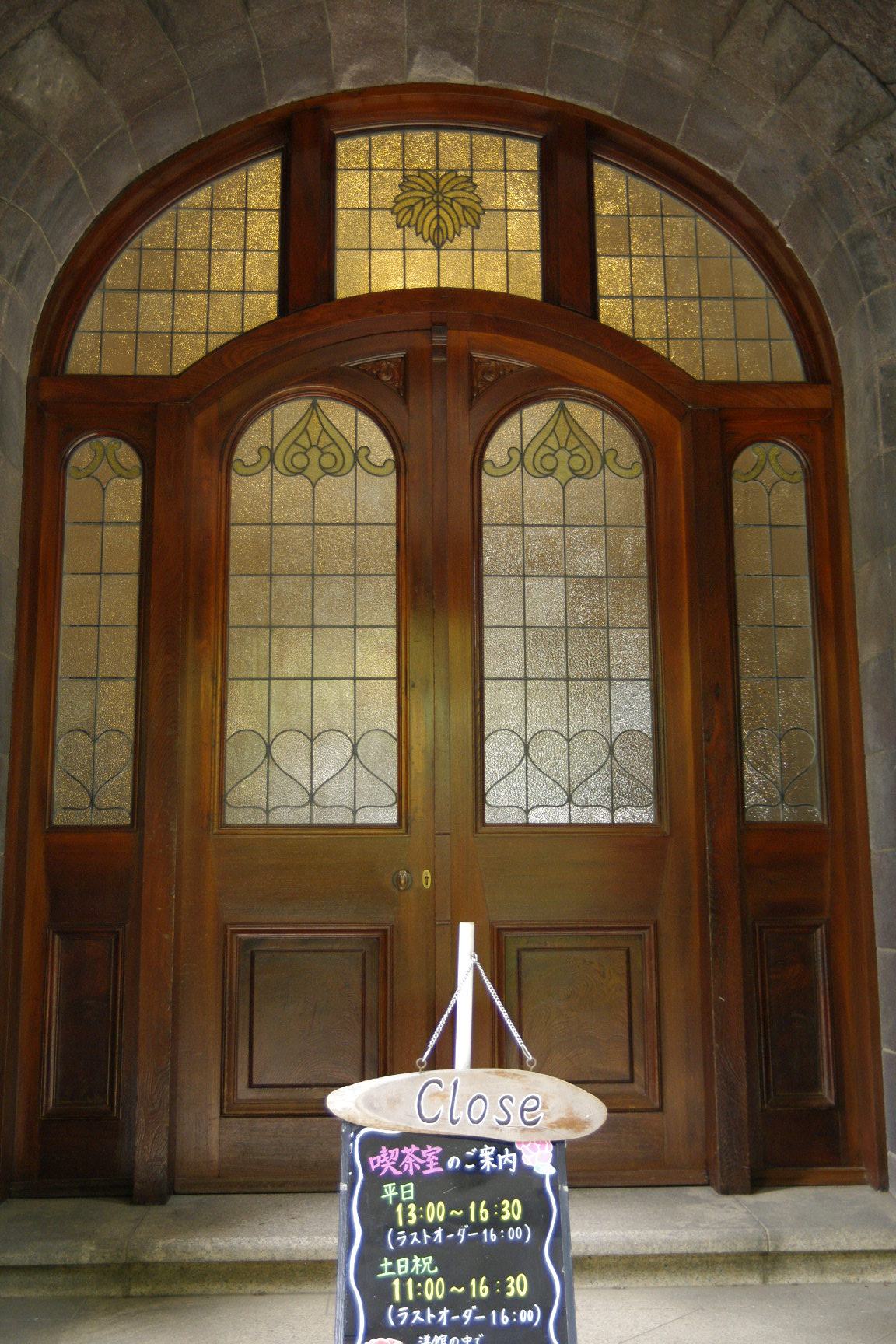
玄関ステンドグラス

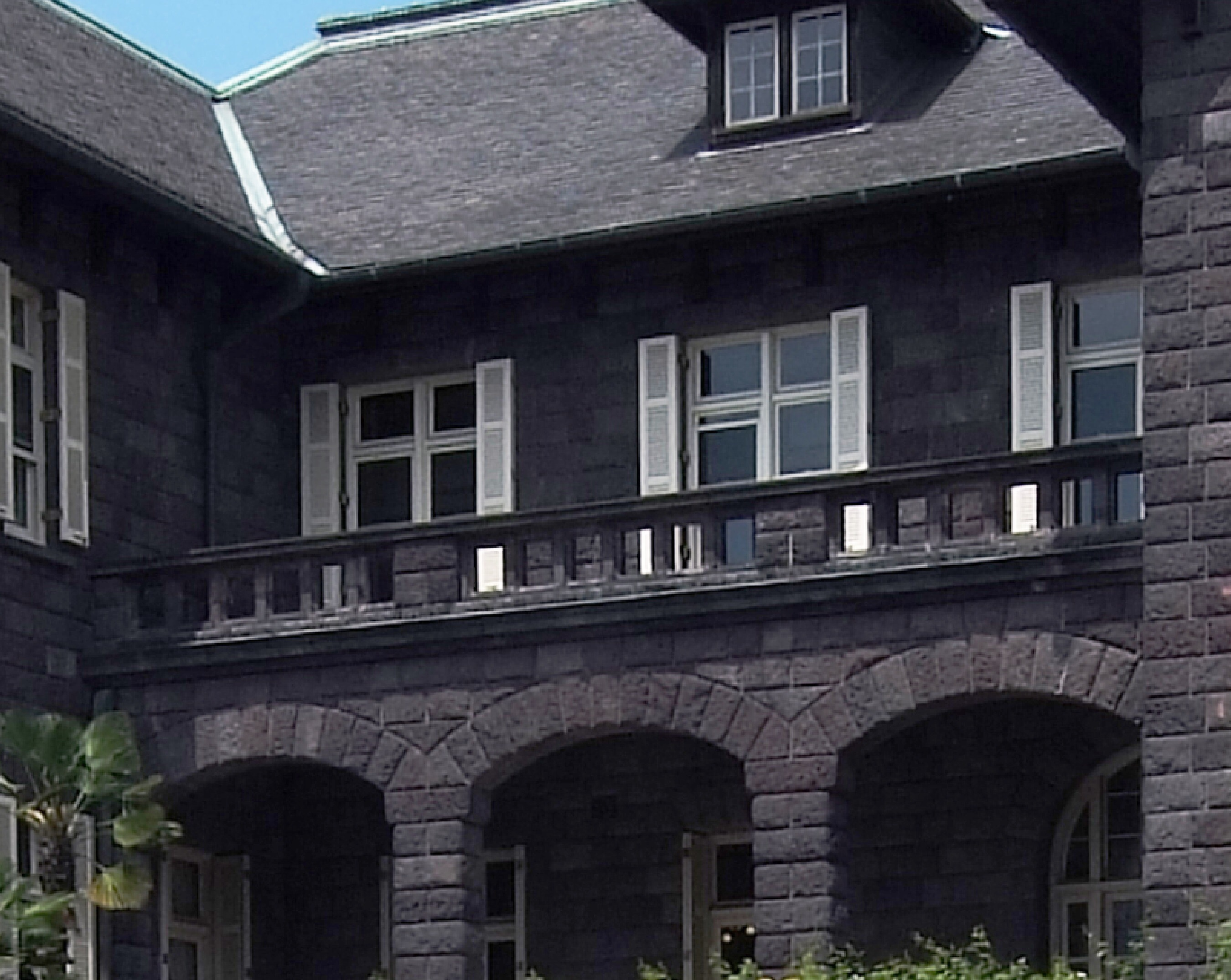
新小松石の壁面

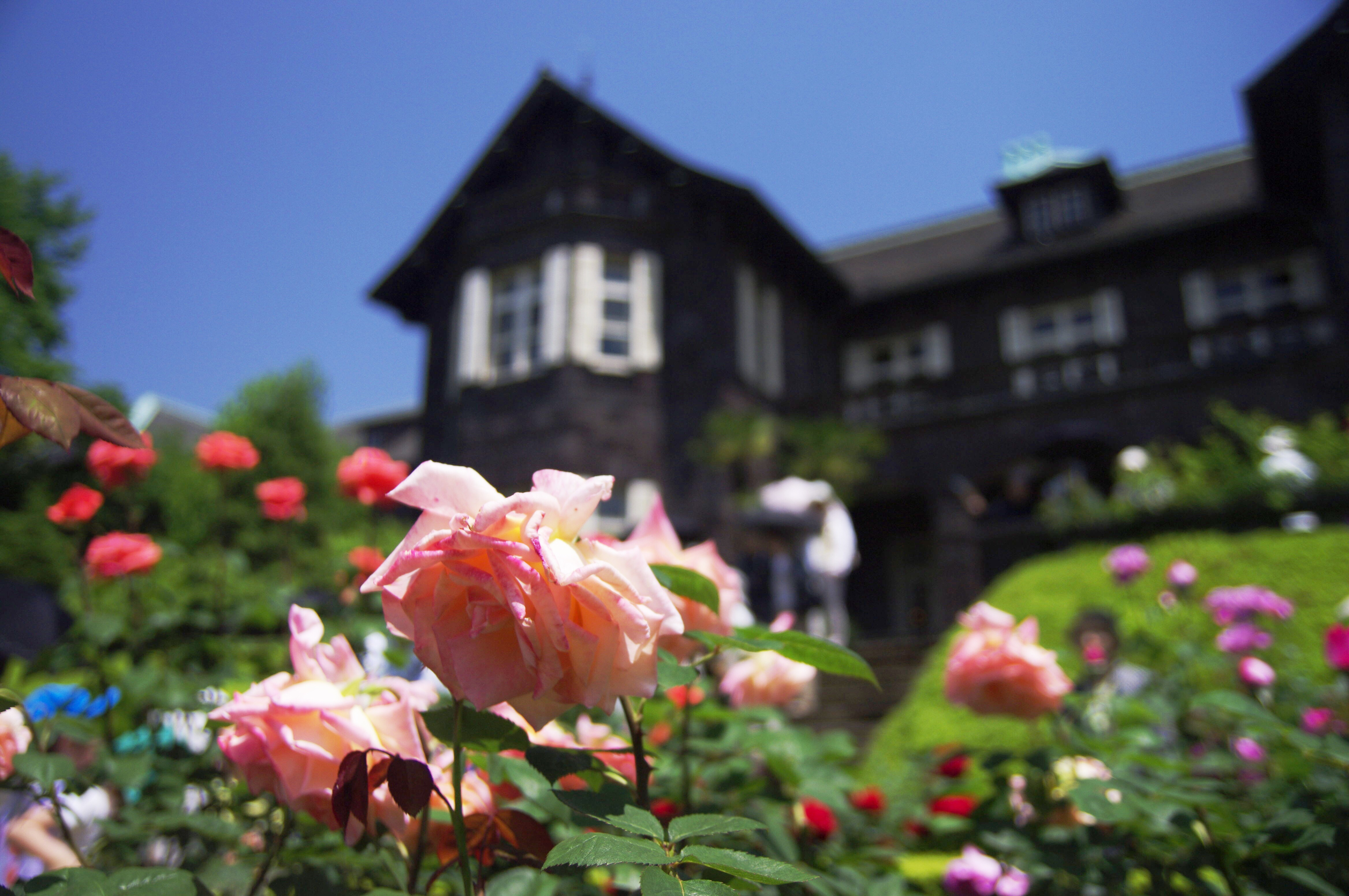
バラの季節

大正6年（1917年）5月竣工。延べ414坪。地上2階・地下1階。外観はスコティッシュ・バロニアル様式を目指したとされる。古河虎之助がコンドルに設計を依頼した時期や経緯は明らかではないが、大正3年（1914年）ごろ、洋館の設計がなされている。屋根はスレート葺き。煉瓦造の躯体を、黒々とした真鶴産の本小松石(安山岩)の野面積みで覆っているのが特徴的である。
南側の庭園から見た外観は、左右対称に近く、両脇に切妻屋根を据え、その間の部分は1階に3連アーチ、2階には高欄をめぐらしたベランダが設けられて、屋根にはドーマー窓を乗せている。全体的に野趣と重厚さにあふれ、スコットランドの山荘の風情である。内部に入ると、玄関扉にはステンドグラスが設けられ、古河家の家紋、鬼蔦のデザインが見られる。
1階は食堂、ビリヤード室、喫煙室などの接客空間ですべて 洋室である。大食堂の壁面は真紅の布張りで、大きな暖炉が設けられ、天井にはパイナップルやリンゴなど果物の装飾が見られる。応接室にはバラのモチーフが随所に配されている。
2階は家族の居室など私的空間で、ホールと寝室が洋室である以外はすべて畳敷きの和室である。ホールと各和室は洋風のドアで区切られた上、板の間の緩衝地帯があり、さらに障子や襖で区切られて和室空間に入るという構造になっている。仏間には前室との間に禅寺を連想させる火灯窓風の出入口がしつらえられている。また、客間は書院造である。コンドルの和と洋の共存への苦心が伺われる。同じコンドルの旧岩崎邸庭園が和室は和館、洋室は洋館という並列形式であるのに対し、洋館の中に和室が内包されているのが特徴である。
現在は公益財団法人大谷美術館が洋館の管理を行っている。洋館内部は1日3回、時間を決めて行われているガイドツアーに参加すると見学可能。本館部分の1階から2階までを解説付きで見学できる。（所要時間1時間、見学料800円入園料別）自由に内部の見学ができないので注意が必要。この見学会は公式サイトあるいは往復はがきでの事前予約が原則だが、当日に予約の空きがあれば予約がなくても参加可能。ただし、バラの開花時期には予約が定員を超えることも多いので、予約をしておくと確実で待ち時間なく見学会に参加できる。
また、洋館1階の一部には喫茶室が設けられており、春と秋には窓越しにバラ園を望みながらお茶を飲むことができる。この喫茶室にも時間になると見学ツアーが入ってくるので、お茶を飲みながら説明の一部分をツアー参加者と一緒に聞くこともできる。また、結婚式やコンサートなどで洋館を貸し切ることも可能で、大正時代の瀟洒な洋館での記念行事は雰囲気が良く人気がある。文化財という場所柄の特別な条件や制約もあるが申し込みは誰でも可能で、諸条件は電話での問い合わせや実際に下見に行って聞くことができる（貸切日の洋館内部の公開は休止となる）。

### 洋風庭園（バラ園）

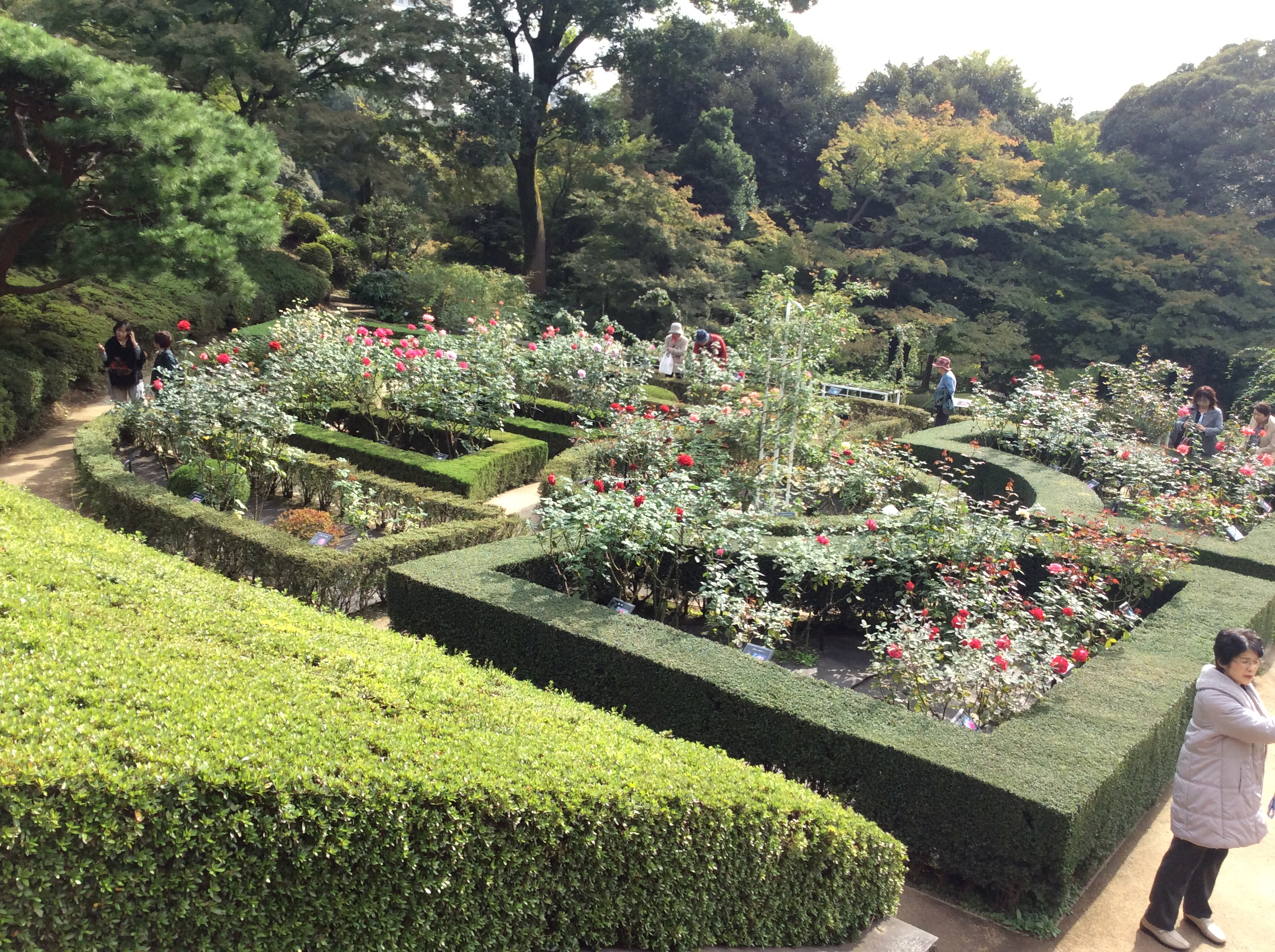
バラ園：イタリア風の斜面のテラスに設えられているが、内部は幾何学的なフランス風

洋館南側には洋風庭園がある。全体的には、斜面に石の手すり、石段、水盤などが配され、バラ園のテラスが階段状に連なっており、立体的なイタリア式庭園となっているが、テラス内部は平面的で幾何学的に構成されるフランス式庭園の技法があわせて用いられている。
バラのテラス庭園は、1段目の花壇は正しく左右対称形であるが2段目から中央の階段を挟んで左右に方形の植え込みとなっている花壇東側の方形北東部が斜面突出部によって欠けている。これはコンドルが敷地下部の日本庭園との調和をはかるため意図的にバラ園の対象形を崩したものと推測されている。
現在、バラ園には、約100種199株のバラが植えられている。
3段目のテラスは非整形的なツツジ園となっており、手前の西洋庭園と奥の日本庭園との連続性をもたせる仕組みになっている。コンドルは単なる西洋建築の技術者ではなく、「日本の山水庭園」（"Landscape Gardening in Japan"）という著作もあるほど日本庭園に対する造詣を持っていたので、日本庭園との調和を計算に入れて建築、築庭を苦心した。

### 日本庭園

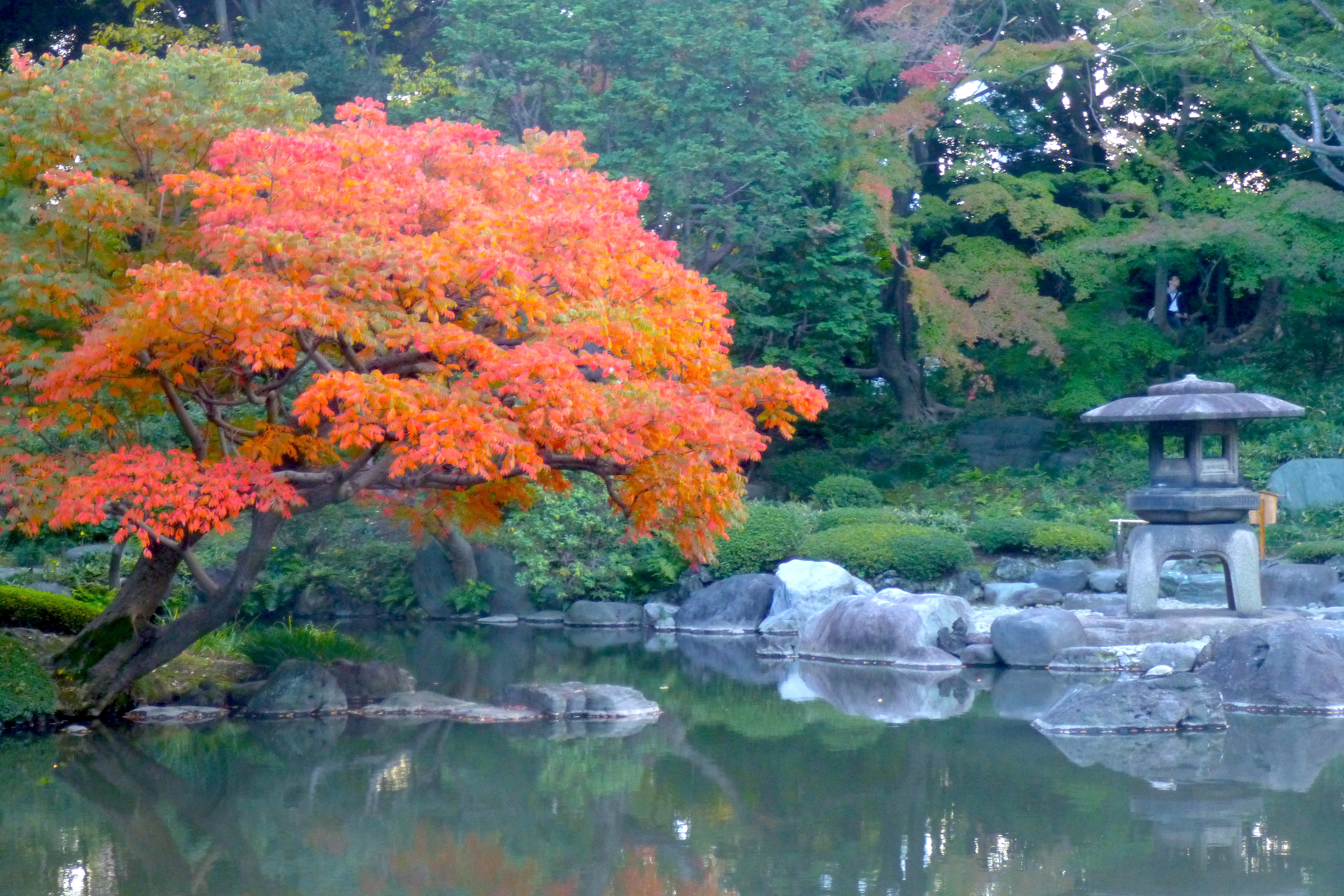
日本庭園

日本庭園は洋館、洋式庭園の完成に続いて、大正8年（1919年）に完成。京都の造園家・七代目小川治兵衛の作。斜面の一番底部に位置する池泉回遊式庭園である。シイ、モチノキ、ムクノキ、カエデなどの鬱蒼と茂った樹林のなか、「心」の字を崩した形の心字池を中心に、急勾配を利用した大滝、枯山水を取り入れた枯滝、大きな雪見灯籠などが配されている。
心の草書体をかたどった心字池は、鞍馬平石や伊予青石などで造られ、池を眺める舟付石、正面には荒磯、雪見灯籠、枯滝、石組み、背後には築山が見られる。枯滝は、心字池の州浜の奥の渓谷の水源を模している。大滝は、園内で最も勾配の急な箇所を削って断崖とし、十数メートルの高所から落ちる。曲折した流れから発し、数段の小滝を経て、深い滝壺に落ちる。
心字池と大滝の間には入母屋造 の茶室が設けられている。茶室は大谷美術館の管理で、茶会が開かれたり、一般見学者も有料(500円）にてお抹茶をいただくことができる。

## イベント
バラの開花期（春バラ/5月中旬 - 6月、秋バラ/10月中旬 - 11月）に合わせて「バラフェスティバル」と題したイベントが開催される。春のイベント期間前半には、日没後に春バラと洋館のライトアップが行われる。また、イベント期間中の週末には、洋館前の芝庭で音楽会などの催事が行われる。バイオリン、ピアノなどの他、2006年には二胡の演奏も行われた。

## 利用情報
- 開園時間 - 午前9時 〜 午後5時、イベント開催時は時間延長がある（入園 午後4時30分まで）[1]
- 休園日 - 年末年始（12月29日 〜 1月1日 ）[1]
- 入園料 - 一般 150円（120円）、65歳以上 70円（50円）、小学生以下 無料、中学生（都内在住、在学）無料、身体不自由者 無料、カッコ内は20名以上の団体[1]
- 年間パスポート - 一般 600円、65歳以上 280円[1]
- 年間パスポート（9庭園共通） - 一般 4,000円、65歳以上 2,000円（都立文化財9庭園 浜離宮恩賜庭園、旧芝離宮恩賜庭園、小石川後楽園、六義園、旧岩崎邸庭園、向島百花園、清澄庭園、旧古河庭園、殿ヶ谷戸庭園）[1]
- 洋館見学料 - 800円[1]
- 園結び入園引換券 - 六義園 400円[1]
- 無料公開日 - みどりの日（5月4日）、都民の日（10月1日）[1]
- 無料庭園ガイド - 土・日曜日・祝日（午前11時、午後2時）[1]
- サービスセンター - 旧古河庭園サービスセンター 北区西ケ原1-27-39（TEL 03-3910-0394）[1]

## 花暦情報
- 1月 - ロウバイ（蝋梅）、スイセン（水仙）[1]
- 2月 - ロウバイ、スイセン、ウメ（梅）、ツバキ（椿）[1]
- 3月 - スイセン、ウメ、ツバキ、サクラ（桜）[1]
- 4月 - ツバキ、サクラ、シャガ（射干）、ツツジ（躑躅）[1]
- 5月 - シャガ、ツツジ、ジャーマンアイリス（ジャーマンアイリス）、ブラシノキ（ブラシノキ）、バラ（薔薇）[1]
- 6月 - ハナショウブ（花菖蒲）、クチナシ（梔子）、ユリ（百合）、ブラシノキ[1]
- 7月 - サルスベリ（百日紅）[1]
- 8月 - サルスベリ[1]
- 9月 - ヒガンバナ（彼岸花）[1]
- 10月 - バラ、サザンカ（山茶花）[1]
- 11月 - バラ、サザンカ、ハゼノキ（櫨の木 紅葉）、イイギリ（飯桐 紅葉）、モミジ（紅葉）（雪吊り、冬囲い）[1]
- 12月 - モミジ（雪吊り、冬囲い）[1]

## 交通案内
- 鉄道 - JR京浜東北線 - 上中里駅より徒歩約7分、JR山手線 - 駒込駅北口より徒歩約12分[1]
- 地下鉄 - 東京メトロ南北線 - 西ケ原駅より徒歩約7分[1]
- 駐車場 - 無し[1]
- 六義園 - 正門まで徒歩約18分、染井門まで徒歩約13分[1]

六義園から徒歩で訪れる場合は、JR駒込駅前を縦貫する大通り（本郷通り）を北へ進み、20分ほどの距離にある。また、旧古河庭園より飛鳥山公園へは前述の本郷通りをさらに北上して徒歩10分強の距離。

## 当施設を舞台に用いた作品
ドラマ
- トリプルファイター - 第19話・ビーグル博士の前線基地
- じゃじゃ馬ならし - 主人公と結婚する女社長の豪邸として使用された。
- 乱れからくり - ねじ屋敷こと馬割家として使用された。
- 悪魔くん - 第11話「幻の館」第17話「黒猫館」で使用された。
- ジャイアントロボ - 第12話「合成怪獣アンバラン」でBF団のアジトとして使用された。

ゲーム
- うみねこのなく頃に - 作中に出て来る館は、この洋館をモデルにしたものである。
- 東方紅魔郷 - 『東方外來韋編 弐』に背景として登場。
- 夜想曲、夜想曲2（初代プレイステーションソフト） - 物語の舞台である「野々宮図書館」として、大まかな間取りと外観が使用されている。